# Druckfundament
Das Druckfundament ist ein wesentlicher Bestandteil der Buchdruckmaschinen. Das Fundament trägt bei Flachform- und Stanzmaschinen die Druckform.
Das Druckfundament besteht im einfachsten Fall aus einer ebenen Platte, auf der die Form (Blei, Holz, Klischee etc.) arrangiert wird, um sie anschließend abzureiben oder abzudrucken.
Es wird unterschieden in:
horizontale Fundamente: Form liegt mit der druckgebenden Seite oben (Flachformautomaten, Abziehpressen, Lithografiepressen)
vertikale Fundamente: Form wird an einer senkrecht stehenden Platte aufgespannt (Flachformautomat Miehle-Vertikal u. ä.)
schräg gestellte Fundamente: Fundamente, die teilweise schräg zur Senkrechten stehen (z. B. OHT Stanzautomaten)
bewegliche Fundamente: Druckformträger, die sich während des Drucktaktes in der Lage verändern (z. B. Liberty-Tiegel)
Die Stärke und Durchbiegungssteifigkeit des Druckfundamentes entscheidet wesentlich über den Ausfall großflächiger Druckarbeiten. Insbesondere Tiegeldruckmaschinen benötigen stark gebaute Fundamente aus Gusseisen oder Stahl. Bei Zylinderrotationsmaschinen spricht man nicht vom Fundament, sondern vom Gegendruckzylinder oder Formzylinder. Bei Flachformmaschinen gibt es noch feststehende Fundamente (sehr seltene Bauweise) und bewegliche Fundamente (meist auf einem Karren montiert).